# Saint-Pierre-Quiberon
Saint-Pierre-Quiberon is een gemeente in het Franse departement Morbihan (regio Bretagne). De plaats maakt deel uit van het arrondissement Lorient. De gemeente telde 2.327 inwoners op 1 januari 2022. De gemeente omvat 16 dorpen en ligt op het schiereiland Quiberon in de Baai van Quiberon, voor de kust van Bretagne. 
Het dorp Penthièvre ligt het meest naar het noorden. Daar vormt het schiereiland een landengte. Op deze landengte staat een 19e-eeuws fort.

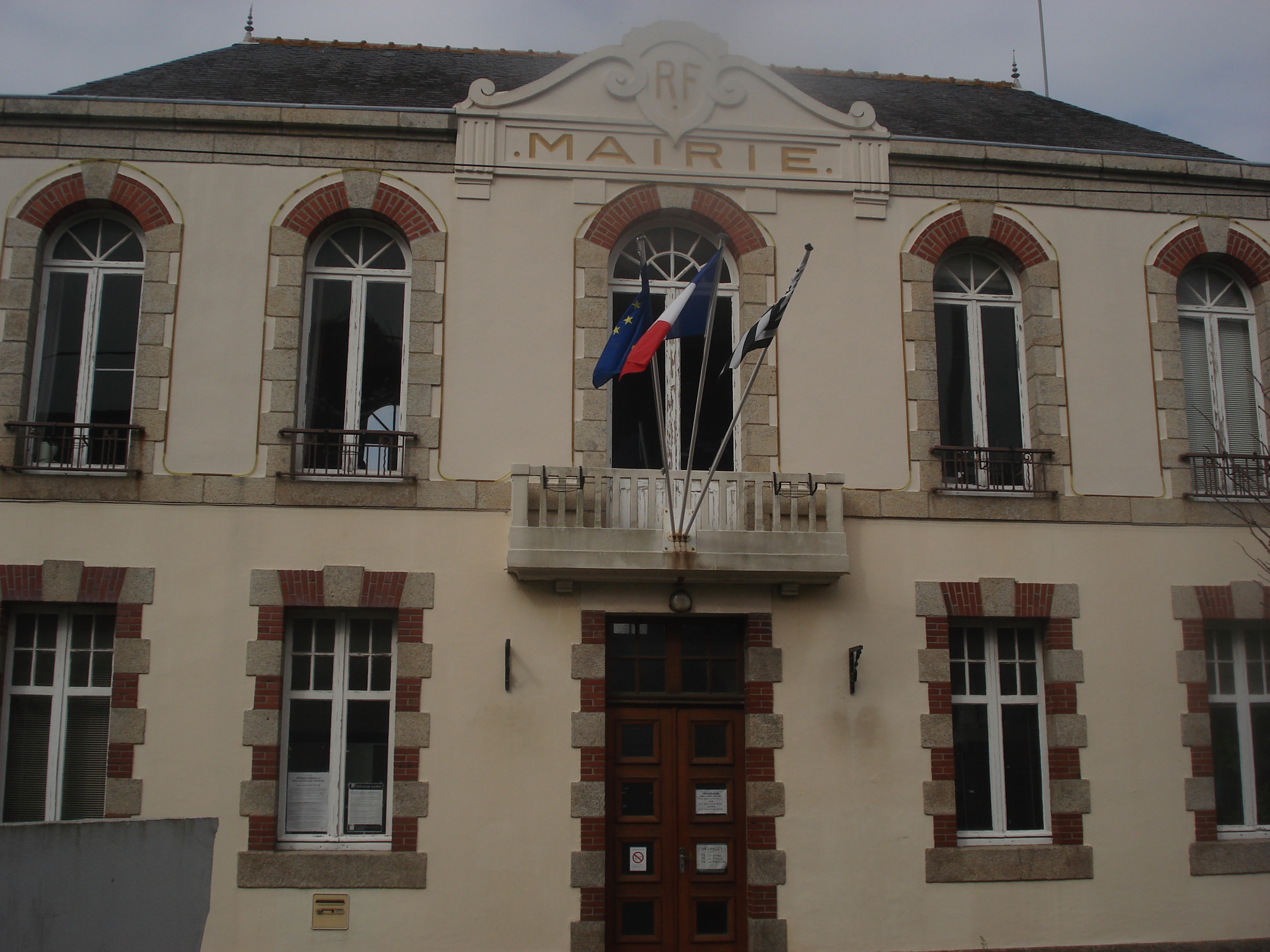
Gemeentehuis
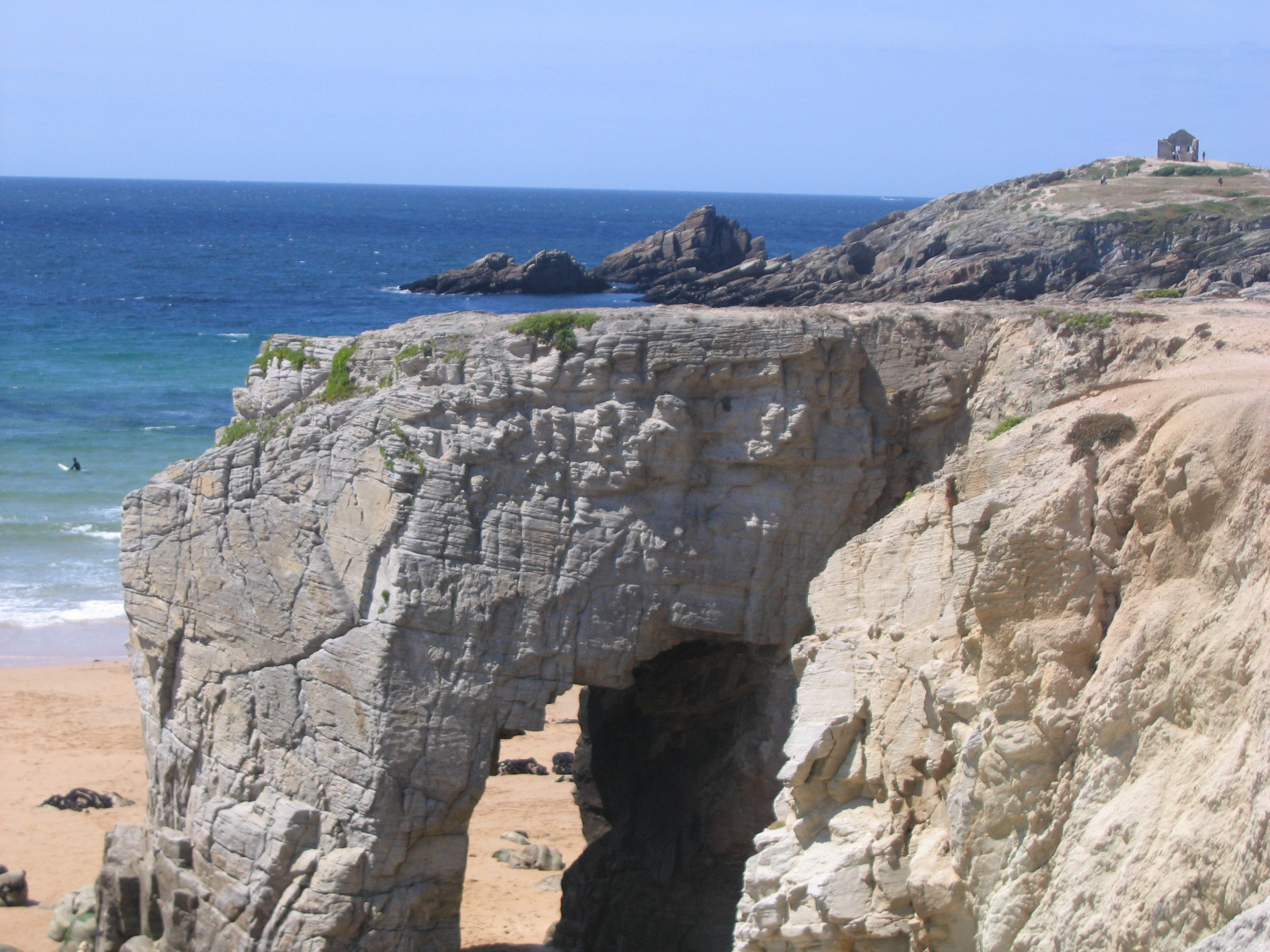
Strand bij Saint-Pierre-Quiberon

## Geografie
De oppervlakte van Saint-Pierre-Quiberon bedroeg op 1 januari 2022 7,54 vierkante kilometer; de bevolkingsdichtheid was toen 308,6 inwoners per km². Saint-Pierre-Quiberon vormt de noordelijke helft van het schiereiland. Quiberon, verder dan Saint-Pierre-Quiberon, ligt aan het einde van het schiereiland.

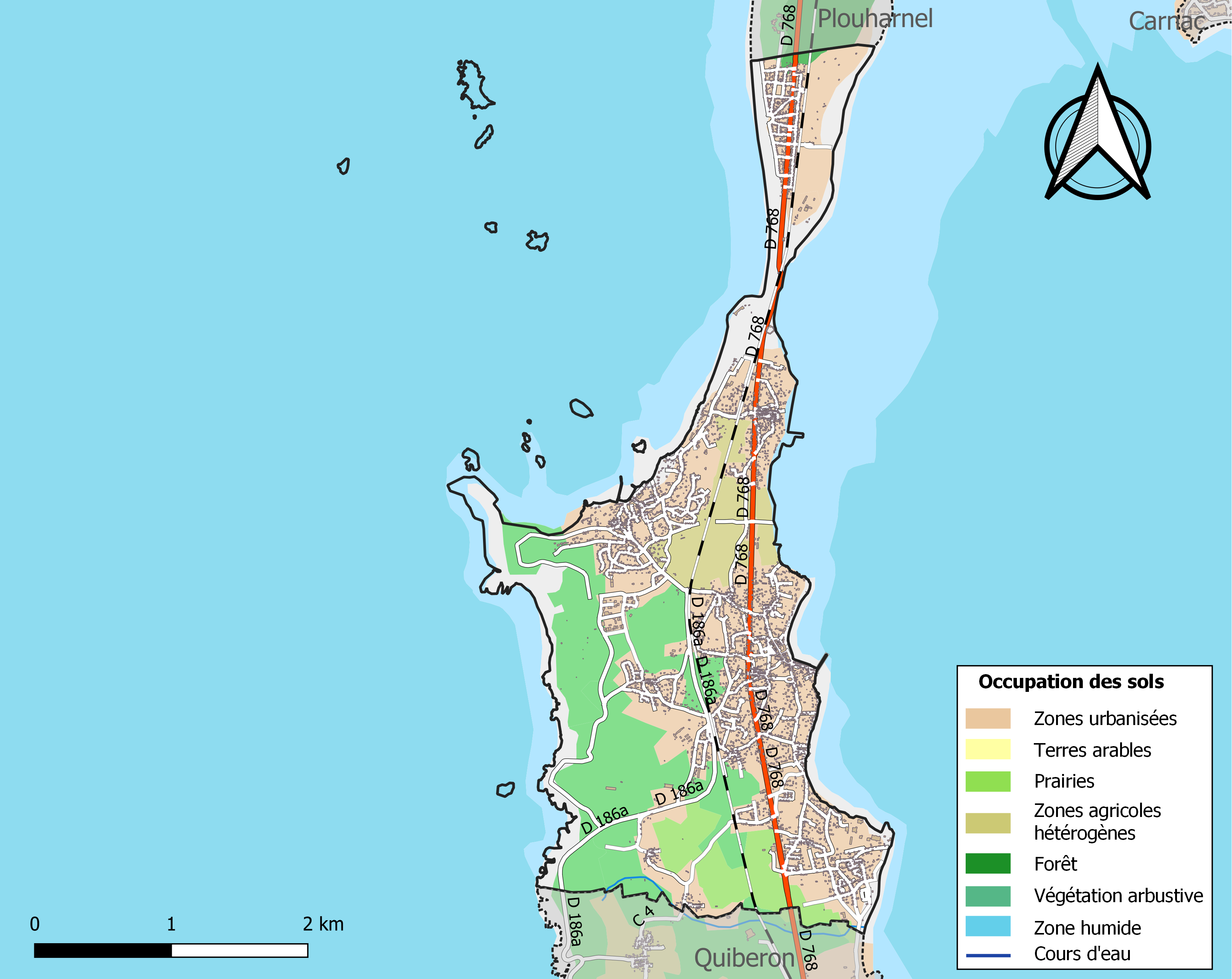
Kaart van de gemeente met de belangrijkste infrastructuur, bodemgebruik en omliggende gemeenten

## Verkeer
In de gemeente liggen de spoorweghaltes Saint-Pierre-Quiberon, Penthièvre en L'Isthme.

## Demografie
Onderstaande figuur toont het verloop van het inwonertal, bron: INSEE-tellingen. 